# Actinonaias carinata
Actinonaias carinata är en musselart som beskrevs av Barnes 1823. Actinonaias carinata ingår i släktet Actinonaias och familjen målarmusslor.

## Underarter
Arten delas in i följande underarter:
- A. c. carinata
- A. c. gibba